# Nicolas Doze
Pour les articles homonymes, voir Doze.
Nicolas Doze, né le 25 avril 1969 à Boulogne-Billancourt, est un éditorialiste radio et télé français spécialisé en économie. Après avoir travaillé à Radio Classique, il travaille depuis 2001 sur les chaînes du groupe NextRadioTV : BFM TV, RMC et BFM Business.

## Biographie
De 1996 à 2001, il travaille à la rédaction économique de Radio Classique. En 2001, il rejoint BFM Radio, devenue depuis BFM Business. Il y présente Les Experts et, depuis 2006, BFM Académie, concours de créateurs d'entreprise. Il est considéré comme étant un des journalistes économiques vedettes de la chaîne. 
Il anime du lundi au vendredi de 9 h à 10 h Les Experts sur BFM Business où économistes, dirigeants, entrepreneurs, académiques viennent confronter leurs opinions sur les sujets à la Une de l'actualité. Il tient ensuite du lundi au vendredi dans Première édition et le Midi-15h (puis uniquement dans Première édition à partir d'août 2019) une chronique économique : L'édito éco, sur BFM TV où il tente d'expliquer un fait marquant de l'actualité sous un angle économique.
Nicolas Doze défend dans ses interventions des positions libérales. Concernant la Sécurité sociale, il met l'accent sur son déficit et les dettes accumulées; ainsi que les effets bénéfiques de la réforme des retraites de 2010 qui aurait permis certaines économies. Le site Arrêt sur images lui reproche de dénoncer le coût des services publics tout en ne s'indignant jamais contre les subventions publiques accordées aux entreprises.
Le 23 mai 2025, il est annoncé que Nicolas Doze quitte le groupe RMC BFM pour un projet sur LCI à partir de la rentrée.